# Il·lusionisme

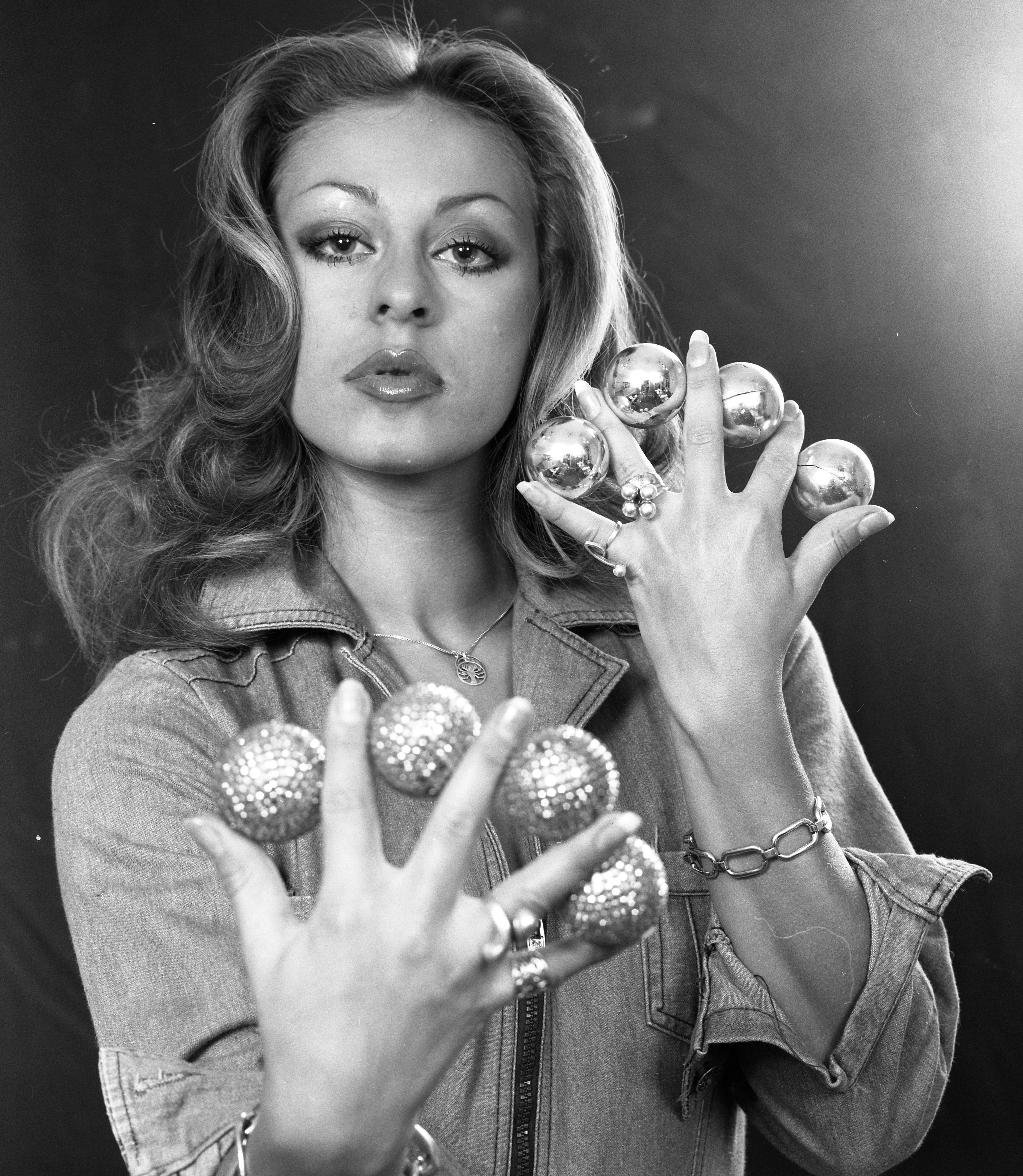
Anikó Bűvész, il·lusionista hongaresa.

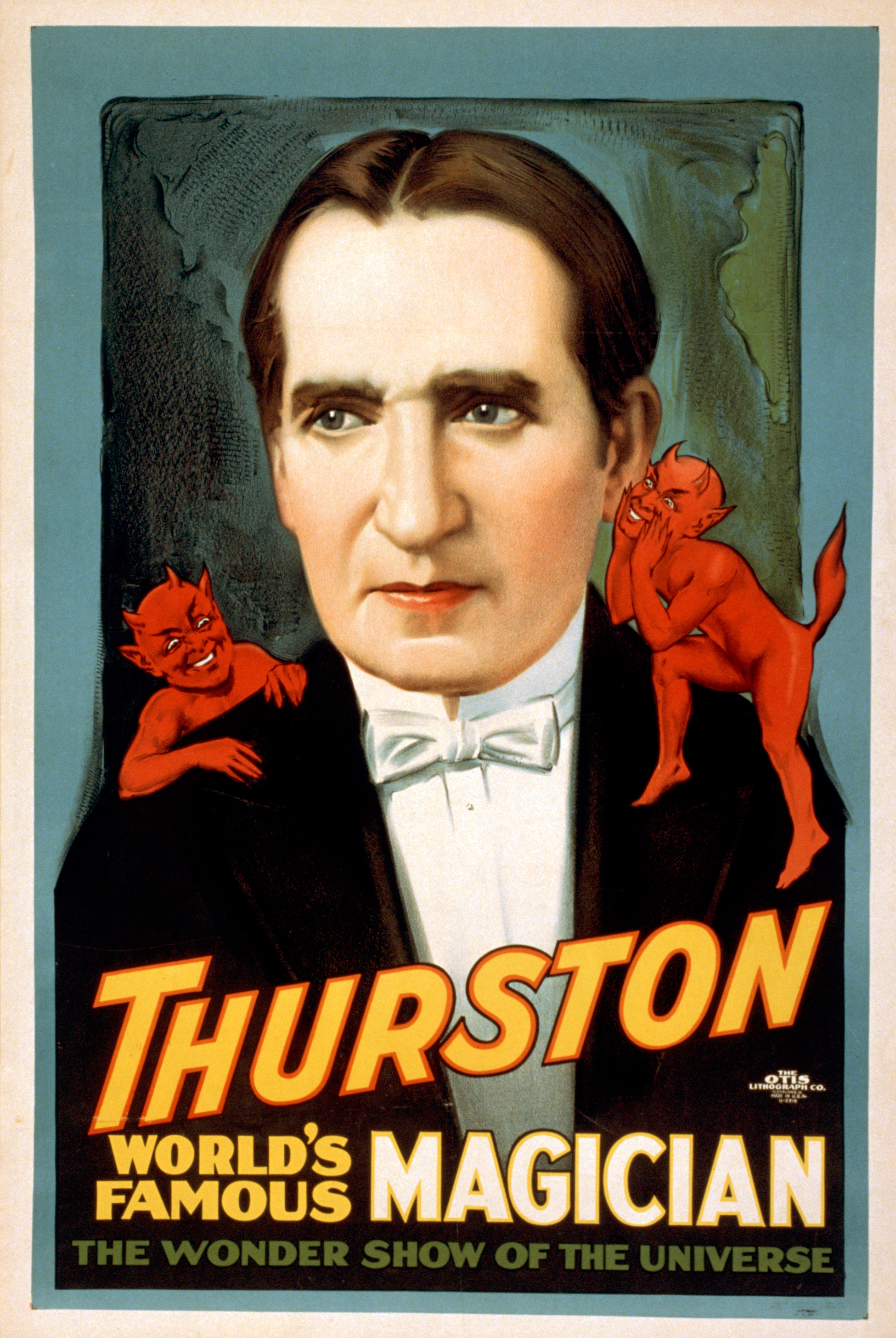
Pòster promocional del mag estatunidenc Howard Thurston.

L'il·lusionisme, també anomenat màgia o prestidigitació, és l'art d'entretenir el públic mitjançant il·lusions misterioses i sorprenents (trucs), que creen en el públic la percepció que s'ha produït quelcom d'impossible, talment com si l'artista tingués poders màgics o sobrenaturals.
La il·lusió que crea el mag és espectacle, però per tal de crear-la calen certes habilitats i moltes hores de pràctica. Si se sap el truc, es perd tota la màgia i ja no té gràcia. La il·lusió, però, es crea utilitzant tan sols mètodes naturals. El practicant d'aquest art misteriós rep el nom de màgic, prestidigitador o il·lusionista. En grans espectacles pot ajudar-se d'aparells.
El nom més popular d'aquest gènere és màgia, dins de la màgia blanca. El més precís, il·lusionisme, perquè no té res a veure amb poders sobrenaturals, sinó amb la seva simulació (il·lusió). El mot prestidigitació (del llatí presti digiti, «dits àgils») al·ludeix a l'habilitat extrema que cal tenir als dits per a practicar aquest art o ofici.
L'il·lusionisme és un dels espectacles més populars des d'antic. Tradicionalment s'emmarca en el circ o en les varietats del teatre.
Artistes d'altres branques de l'espectacle, com ara el teatre, el cinema, la dansa i les arts visuals, treballen cada cop més utilitzant mètodes similars, però no donen un èmfasi tan marcat a aquestes tècniques, que consideren secundàries a l'objectiu de crear una actuació cultural.

## Història
L'il·lusionisme (o màgia blanca) neix lligat als sacerdots de les tribus primitives. Davant dels misteris que envoltaven la vida (el dia, la nit, les estacions, les tempestes, les sequeres, el naixement, la mort...), els éssers humans primitius atribuïen connotacions sobrenaturals a tot allò a què la seva inexperiència no sabia trobar una explicació directa. El paper de sacerdots, bruixots, fetillers i xamans va esdevenir clau per protegir el clan.
En algunes civilitzacions antigues, els llavors elementals coneixements de física com la força del vapor d'aigua, epotsos comunicants, etc., s'usaven per demostrar, astutament, els poders "sobrenaturals" dels sacerdots, per exemple, en obrir i tancar les portes dels temples. El text més antic que relata un espectacle de màgia és un papir egipci conservat al Museu Britànic i que data de l'any 3766 abans de Crist.
Les primeres dades escrites i documentades de màgia vénen d'Egipte, fa més de 4.000 anys. Un dibuix a la paret d'una càmera mortuòria de la ciutat de Beni Hassan (Egipte) —dibuixat probablement 2.200 anys abans de Crist— representa dos homes dedicats a realitzar amb uns bols en forma de copa el que sembla un truc d'il·lusionisme. Els jeroglífics que indiquen sortida de sota fan la impressió de confirmar que sota un dels atuells hi ha una bola o algun petit objecte rodó, a punt d'aparèixer de forma màgica.
Henry Westcar, un aventurer britànic, va descobrir el 1825 el papir Westcar, primer document que descriu una funció màgica realitzada pel mag Dyedi a la cort reial de Khufu (Keops). El papir il·lustra la categoria única i especial de què gaudia l'art de l'il·lusionisme. Segons aquell text, Dyedi era tota una llegenda entre els homes. Se li atribuïen cent deu anys i uns apetits que rivalitzaven amb els déus. La seva mera presència inspirava temor als homes normals. Fins i tot el faraó omnipotent va sol·licitar que comparegués davant seu.
| « | L'escenari és el gran palau de pedra de Memfis, residència de Kheops. A poc a poc, però amb enorme dignitat, Dedi camina amb pas ferm irradiant respecte. És ancià. Quan arriba al tron on hi ha Keops, és el faraó qui s'inclina. El faraó pregunta sobre els poders del mag, capaç de tornar a unir el cos al cap tallat, i el mag contesta que els seus poders es limiten a animals. El faraó ordena que li proporcionin una oca a l'il·lusionista. Dyedi agafa l'animal, l'acaricia per tranquil·litzar-lo, treu un ganivet de sota la túnica, talla el cap de l'au, i la col·loca al palmell de la mà, perquè el faraó la vegi. Mentre el faraó observa atentament, Dyedi col·loca el cap novament sobre el coll de l'oca, murmura una invocació màgica, sacseja l'oca i el col·loca a terra. El faraó desorbita els ulls quan l'oca s'alça, s'arregla les plomes i s'allunya caminant a poc a poc. Dgedi repeteix l'experiment amb altres animals, i quan s'ha acabat la seva actuació, es retira. | » |

L'edat mitjana va propiciar els joglars i trobadors que actuaven per castells, tavernes i places amb un repertori de cançons, poemes, farses i jocs de mans. Entre aquests estaven els trilers (en francès: escamoteurs) que es dedicaven a moure hàbilment tres pots de cap per avall fent veure que movien una nou moscada que hi havia en un d'ells. La Inquisició va enviar molts d'aquests artistes a la foguera. Ara bé, la taleia humanística del Renaixement va fer florir de manera extraordinària l'il·lusionisme a Itàlia.
Tanmateix, no és fins al segle xviii que l'il·lusionisme es converteix en art escènica. Els mags d'aquella època abandonen els barracons de fira i s'atorguen un caixet per actuar als teatres. Van esdevenir 'físics' o 'professors' que feien 'física recreativa' per justificar levitacions, flotacions, decapitacions, incineracions o desaparicions. El 1733, el barceloní Pau Minguet i Irol publica a Madrid el primer llibre de màgia aparegut a l'estat espanyol: Engaños a ojos vistas y diversión de trabajos mundanos. El 1845, el francès Jean Eugène Robert-Houdin inaugura a París un teatre on programa les famoses Soirées Fantastiques, que faran el tomb cap a l'il·lusionisme tal com l'entenem avui. Amb Robert-Houdin, l'il·lusionisme adquireix una dimensió feta d'elegància i alè poètic, i serà al teatre de Robert-Houdin que Méliès realitzarà, a partir del 1896, les primeres exhibicions cinematogràfiques.
A la primera meitat del segle xx, a Europa i Amèrica s'exhibeixen espectacles de màgia de gran format en teatres i music-halls. A Barcelona hi actuen estrelles com Fu-Manchú, Richiardi júnior o el transformista Fregoli. Quan als seixanta apareix la televisió, el públic perd interès per l'il·lusionisme, que es refugia en cabarets com Bolero, Rigat, Río, Emporium, etc., on treballen grans mags com Howard de Courcy, Kassagi, Silvan, Brahama o Potassi. Abans de David Copperfield, l'últim gran il·lusionista que recala a Barcelona, cal mencionar la presència de l'alemany Kalanag al Teatre Còmic, el 1962.

### A Catalunya
El primer mag documentat fou Dalmau de Tortosa, cap al 1550. Va actuar a Milà davant de Carles V i Francesco Sforza, i fou detingut (i posteriorment alliberat) per la Inquisició, acusat de bruixeria. Encenia i apagava foc en les seves mans i feia meravelles amb les baralles de cartes.Girolamo Cardano (gran metge i matemàtic, i jugador empedreït i perdedor) esmentava en una de les seves obres que calia prohibir jugar a aquell maleït espanyol, sota pena de vida.
A la Catalunya de l'últim terç del XIX, l'il·lusionisme ja és un espectacle molt popular que es representa tant en teatres públics com en cases particulars. Envernissat de joc científic, a partir del 1835 es programa il·lusionisme al barceloní teatre de la Santa Creu.
Fructuós Canonge i Francesch (Montbrió del Camp, 1824 - Barcelona, 1890) va ser un mag molt popular que també va tenir parada d'enllustrador a la plaça Reial. Va actuar per als reis espanyols Alfons XII i Amadeu de Savoia i el 1860 va girar per l'Argentina i l'Uruguai, d'on va tornar amb l'àlies 'el Merlí català'.
Melcior Millà (Barcelona, 1830 - ? 1906), patriarca de la coneguda nissaga d'editors, llibreters i autors teatrals, és dels mags catalans més antics de qui es conserva documentació (des del 1856). Admirat pel mateix Canonge, va ser el primer a traduir al català jocs creats per Robert-Houdin.
Joaquim Partagàs i Jaquet (Barcelona,1848-1931), 'el taumaturg català', va debutar al Romea el 1879, va fundar el 1878 la botiga El Rey de la Magia, que el 1881 va passar a l'actual emplaçament, va publicar, el 1900, 'El prestidigitador Óptimus o Magia Espectral' i, entre el 1894 i el 1900, va regentar a la Rambla del Centre el Salón Mágico, primer teatre màgic de l'estat espanyol.
Ramon Campruví i Alemany, Cartex. Germà de Joan Capri.
La família Roca (Francesc Roca, mort el 1945, i els seus fills Ernest i Alfons) va tenir un teatre ambulant on presentaven autòmats, figures de cera i una galeria de curiositats. A més, executaven números de ventrilòquia, màgia i grans il·lusions.
Amb els noms artístics de Caballero Forns, Doctor Misterio i Ling-Fu, Joan Forns i Jordana (Badalona, 1916 – Barcelona, 1998), conegut definitivament com a Li-Chang, va quedar fascinat amb les actuacions fetes a l'Apolo de Barcelona el 1933 pel mag David Bamberg, 'Fu-Manchú'. Va adoptar una estètica xinesa i als anys quaranta i cinquanta va popularitzar les revistes fantàstiques, una hibridació d'il·lusionisme i varietats que li va proporcionar grans èxits internacionals.
D'altra banda, s'ha de destacar que Catalunya, capdavantera de l'il·lusionisme a l'estat espanyol, ha fet també les primeres incursions en la renovació del llenguatge màgic.
Joan Brossa (1919-1998) va tractar la màgia com una forma poètica més, definint-la com "l'art de mentir per entretenir" i, en conseqüència, en va buscar l'essència i els valors simbòlics a la recerca d'una gramàtica pròpia. Brossa supera l'il·lusionisme per l'il·lusionisme, en usar-lo com a codi expressiu i material simbòlic, l'ultrapassa i el transcendeix. Això el va portar a escriure espectacles per al prestidigitador català Hausson, al qual va influir poderosament des del punt de vista artístic i estètic. Hausson i Brossa van col·laborar a 'Sobretaules Màgiques' entre el 1986 i el 2005 al restaurant Orotava; a la Gran sessió de màgia en dues parts, el 1987; a lHomenatge a Joan Miró', el 1993; i a Poemància, el 1995. Desaparegut Brossa, Hausson presenta espectacles com 'El combat de les sorpreses o el misteri de l'estoig xinès', el 2000; El criptograma vermell o els rituals de Moc-Te-Zuma, el 2001; Tempesta a les mans, el 2004; 'Praeludium de màgia en si major', el 2006; 'Style Galant', el 2007, o 'Piso de Charol', el 2009.
El gran transformista italià Arturo Brachetti sosté que "la màgia és com la gimnàstica, que només es converteix en dansa si s'usa en un context expressiu". Aquest és el repte de l'il·lusionisme del segle XXI: peces d'autor que siguin obres d'art en si mateixes.

## Branques
Hi ha diverses branques dins l'il·lusionisme:
- manipulació: consistent en l'aparició i desaparició d'objectes (botons, mocadors, cigarrets), canvis del color o la grandària d'objectes, jocs amb cartes, etc. Pot incloure el carterisme (presa inadvertida d'objectes al públic, amb retorn posterior, és clar).
- màgia general: feta amb aparells i accessoris (com bastons, cordes, tubs, cèrcols) o amb animals petits (coloms, conills).
- grans il·lusions: jocs similars als de manipulació o de màgia general, però aplicats a persones (aparicions i desaparicions, asserrament, levitació, transformació en animal, etc.).
- màgia còmica: il·lusionisme d'algun tipus realitzat amb humor, entre gags i acudits, etc. (cosa que encara pot astorar més el públic que no les actuacions de to greu).
- mentalisme: simulació de telepatia, precognició, lectura del pensament, visió a llarga distància, etc.
- màgia de proximitat (o de sobretaula, o de saló): aquella realitzada prop del públic (a quatre metres com a distància màxima), generalment en locals petits i sense gaire aforament (un màxim de vuitanta persones, per exemple). Exigeix un màxim d'habilitat amb un mínim d'infrastructura. Es pot fer en petit comité, amb il·lusionista i públic asseguts entorn de la mateixa taula.
- matemàgia o màgia matemàtica, relacionada amb fenòmens de mentalisme.

Espectacles íntimament relacionats amb l'il·lusionisme són la ventriloquia, el fakirisme, l'escapisme i el transformisme.

## Il·lusionistes
Als Països Catalans l'il·lusionisme té una tradició llarga i important, amb practicants nombrosos, alguns dels quals de prestigi internacional. Entre els il·lusionistes més coneguts pel públic actual es compten el Màgic Andreu, Hausson, el Mag Xevi, el Mag Lari i el mag Antonio Díaz.
Internacionalment, fou cèlebre Harry Houdini, un dels clàssics de l'il·lusionisme.
Altres mags cèlebres de la història:
- Robert Houdin
- Georges Méliès
- John Nevil

Contemporanis
- Dynamo

## Cercles màgics
L'aprenentatge de les habilitats d'il·lusionista se sol fer mitjançant l'assistència a les sessions de les societats que s'hi dediquen. A les principals ciutats n'hi sol haver. Normalment s'hi accedeix amb la participació prèvia en un curs d'iniciació a la màgia. Alguns cercles màgics:
- Acadèmia Màgica de Girona (Girona)
- Académie de Préstigiditation (París)
- Asociacion Guipuzcoana de Ilusionismo (Sant Sebastià)
- Asociación de Ilusionistas de Álava (Àlaba)
- Asociación de Ilusionistas Onubenses (Huelva)
- Associació de Mags i Il·lusionistes de les Comarques Gironines (Girona)
- Asociación Mágica de Ilusionistas de Ceuta (Ceuta)
- Associació Magia Central Catalunya (Manresa)
- Asociacion Mágica Sevillana (Sevilla)
- Asociacion Navarra de Ilusionismo (Atarrabia)
- Asociación Vizcaína de ilusionismo (Biscaia)
- Cercle de Barcelona (Barcelona)
- Cercle Màgic Mallorquí (Palma)
- Circulo de Ilusionismo Vallisoletano (Valladolid)
- Círculo de Ilusionistas del Alto Aragón (Osca)
- Circulo de Ilusionistas de Valencia, Alicante y Castellón (València)
- Círculo de Ilusionistas Malagueños (Màlaga)
- Círculo Ilusionista Burgales (Burgos)
- Circulo Ilusionista Riojano (Logronyo)
- Circulo Mágico Cordobés (Còrdova)
- Círculo Mágico de Madrid (Madrid)
- Círculo Mágico Granadino (Granada)
- Círculo Máxico Auriense (Ourense)
- El Rey de la Magia (Barcelona)
- Grupo Mágico Gijonés (Gijón)
- Màgics Menorca (Menorca)
- Le Cercle. Académie de Magie (Montpeller)
- Reunión de Ilusionistas Santanderinos (Santander)
- Sociedad Española de Ilusionismo (Madrid)
- Sociedad Coruñesa de Ilusionismo (La Corunya)
- Sociedad Oviedo Mágico (Oviedo)

## Fons
El Centre de Documentació i Museu de les Arts Escèniques conserva la col·lecció dels germans Roca, de més de 1000 peces, reunida per aquests empresaris vinculats al món de la màgia i l'il·lusionisme a inicis del segle xx.